# Bahnhof Trittenheim
Der Bahnhof Trittenheim, vor Ort meist Alter Moselbahnhof genannt, wurde 1905 errichtet und steht als einziges Gebäude des Ortes Trittenheim auf dem rechten Ufer der Mosel. Die Moselbahn AG gestaltete ihn in der typischen Bauweise des Moseltals mit Schiefersteinen, sandsteingerahmten Fenstern sowie einer Dacheindeckung aus Schiefer.
Der Bahnhof an der Moselbahnstrecke (Trier Hbf – Bullay) lag am Streckenkilometer 31,2 zwischen den Bahnhöfen Leiwen und Neumagen-Dhron.
Nach der Stilllegung wurde er 1973 an die Landesstraßenbauverwaltung des Landes Rheinland-Pfalz verkauft und blieb bis zum Jahr 2009 ungenutzt.
Im Jahre 2006 kaufte die Gemeinde Trittenheim das Empfangsgebäude. Aus dem Wunsch einer touristischen Folgenutzung heraus wurde es 2009 an eine Privatperson verkauft mit der Auflage, dass dieser als einziger im Originalzustand erhaltene Bahnhof der Moselbahn nach denkmalpflegerischen Aspekten renoviert wird.